# Pontocythere sandersi
Pontocythere sandersi är en kräftdjursart som först beskrevs av H.S. Puri 1958.  Pontocythere sandersi ingår i släktet Pontocythere och familjen Cushmanideidae. Inga underarter finns listade i Catalogue of Life.